# ヨシアス・フォン・ヘーリンゲン
ヨシアス・オスカー・オットー・フォン・ヘーリンゲン（ドイツ語 : Josias Oskar Otto von Heeringen 、1850年3月9日 - 1926年10月9日）は、プロイセン及びドイツの陸軍軍人、政治家。プロイセン王国陸軍の歩兵大将で第30代陸軍大臣である。

## 生涯

### 家族
ヘッセン選帝侯で劇場監督でもあった父ヨシアス・フォン・ヘーリンゲンとその妻カロリン・フォン・シュタルクロフの息子である。弟のアウグスト・フォン・ヘーリンゲンは、海軍の提督となり参謀長となった。ヨシアス・フォン・ヘーリンゲンは、1874年にプロイセン軍のカシミール・フォン・デワル中将の娘、アウグステ・フォン・デワルとウィースバーデンで結婚した。夫妻には4人の息子と2人の娘がいた。

### 軍歴
1867年4月11日、ヘーリンゲンは士官候補生隊からの少尉としてプロイセン陸軍のフュージリア第80連隊に加わった。 連隊と共に、彼は1870年から1871年に少尉として普仏戦争に参加した。 彼はウェルトの会戦で重傷を負い、個人的な勇気で二級鉄十字章を授与された。 軍事的キャリアを数回停止した後、へーリンゲンは1887年にプロイセン陸軍省付となった。1898年、ヘーリンゲンはプロイセン陸軍省の陸軍管理局局長に任命された。1901年に彼は中将に昇進した。1903年に彼は第22師団の師団長になった。1906年9月21日、へーリンゲンは歩兵大将に昇進した。1909年8月19日から1913年7月4日まで、ヘーリンゲンはプロイセン王国陸軍大臣であった。彼は、平時の軍隊を67万人から97万人に増やすという計画を立てたが、ヘルムート・ヨハン・ルートヴィヒ・フォン・モルトケ参謀長（小モルトケ）、参謀本部展開部長であったエーリヒ・ルーデンドルフ大佐は計画に反対した。陸軍省と参謀本部の関係は非常に緊張したままであったため、ヘーリンゲンはヴィルヘルム2世 (ドイツ皇帝)に辞任を求めた。しかし、ヘーリンゲンが強制的に軍縮に反対したことで3個軍団の増設を妨げたという批判は収まらなかった。陸軍省と参謀本部の関係はぎくしゃくしたままであり、ヘーリンゲンは皇帝に辞職を願い出た。
内閣を去った後、へーリンゲンはベルリンを拠点とする陸軍第2監察官の指揮官にあたった。1914年1月27日に大将に昇進した。

### 第一次世界大戦
第一次世界大戦が始まると、へーリンゲンは1914年8月2日に西部戦線の第7軍司令官に任命された。第7軍最高司令部は、同年9月まで第6軍の指揮下に置かれていた。ミュルーズの戦いの間、へーリンゲンはポール・マリー・ポー将軍の下でフランスのヴォージュ・グループ（アルメ・ダルザス）による攻撃からアルザスを守った。ポー将軍は、オーギュスト・デュバイユ将軍率いるフランス第1軍を救援するために、ヴォージュ山脈の北の峰ドノン山への攻撃に望みをかけたが、大きな損失を出して失敗した。1914年9月13日以降、第7軍はランの南に移動し、エーヌ川の戦いで苦戦するドイツ戦線を安定させるのに貢献した。ヘーリンゲンは一時的にランス両側の中央軍集団の指揮を任された。1915年8月28日、彼はプール・ル・メリット勲章を授与された。1916年8月28日、彼は第7軍をリヒャルト・フォン・シューベルト砲兵大将に譲り、西部戦線を去ることとなった。1916年から1918年まで、彼は沿岸防衛の司令官として勤務していた。終戦後、1918年11月18日に現役から引退した。
ヘーリンゲンは、1919年11月15日から1926年の死去まで退役軍人組織であるキフホイザー・ブントの会長を務めた。

## 栄誉
へーリンゲンは1914年9月にカッセル市の名誉市民になった。1918年9月18日より黒鷲勲章を授与された。